# General Computer Corporation
General Computer Corporation (GCC), más tarde abreviado como GCC Technologies, fue una empresa estadounidense de hardware y software fundada en  1981 por Doug Macrae, John Tylko,  y Kevin Curran. comenzó en un origen como una desarrolladora de videojuego y creó modificaciones a juegos arcade como Ms. Pac-Man (1982) del juego pac-man para Bally MIDWAY y Food Fight (1983), además de diseñar el hardware la Atari 7800 y gran parte de sus  juegos. a partir del año 1984, la empresa se centró en la fabricación y desarrollo de periféricos para computadoras, como el disco duro HyperDrive para Macintosh 128K, e impresoras. El GCC se disolvió en 2015.
GCC empezó fabricando kits para modificar y mejorar videojuegos arcade. Super Missile Attack se vendía como un de hardware de mejora para Missile Command de Atari, Inc. Atari presentó una demanda, pero finalmente retiró la demanda y contrató a GCC para desarrollar el juegos (y dejar de fabricar placas de mejora sin permiso de atari).  posteriormente publicaron un kit de mejora para Pac-Man llamado Crazy Otto que vendieron a Midway, quien a su vez modifico la mejora y vendió la mejora como Ms. Pac-Man ;  también desarrollaron Jr. Pac-Man, el sucesor de ese juego.
Bajo la dirección de Atari, Inc., GCC desarrollo algunos juegos originales para arcade como Food Fight, Quantum y el cancelado Nightmare ; desarrolló ports  para Atari 2600 de Ms. Pac-Man y Centipede ;  produjo más de la mitad de la Liberia para la  Atari 5200 ; y diseño el chip para el Atari 7800, además de los juegos de lanzamiento para ese sistema.

### Periféricos
a partir de  1984, la empresa cambió su enfoque para fabricar periféricos para  las computadoras Macintosh de apple: el HyperDrive (el primer disco duro interno de Mac), la impresora de inyección de tinta de gran formato WideWriter 360 y la Personal Laser Printer (la primera impresora láser con soporte para  QuickDraw ). Antes de cerrar la empresa, se centraron exclusivamente en impresoras láser. 
el HyperDrive era inusual porque la Macintosh en su origen no tenía una conexión interna para discos duros. el Se HyperDrive conectaba directamente a la CPU y funcionaba hasta siete veces más rápido que el "Hard Disk 20" de Apple, un disco duro externo que se conectaba al puerto de disquete.
En su momento, el HyperDrive se consideró una mejora tope de gama, aunque su mayor limitación  fue el sistema de archivos Macintosh de Apple, que fue diseñado para gestionar disquetes de 400 KB ; al igual que con otros discos duros tempranos de Macintosh, el usuario tenía que particionar la unidad de manera que pareciera tener dos o más particiones, que las llamaron Drawers.
En junio de 1985, Apple computer anunció que instalar los periféricos GCC no violaba la garantía que prohibía la instalación de periféricos que no fueran de Apple. GCC afirmó que había cultivado la confianza de apple proporcionando  los productos a los empleados de Apple.   en el segundo tomo de la revista MacTech, en enero de 1985, incluía una carta que resumía el entusiasmo:
En 1986, GCC lanzó el HyperDrive 2000, un disco duro de 20 MB incluye una unidad de punto flotante Motorola 68881,  pero la ventaja de la velocidad que promocionaba HyperDrive se había visto mermada en las Macintosh Plus  mas nuevas por que Apple añadió un puerto SCSI externo. General Computer respondió una versión del disco duro externo con conexión SCSI  "HyperDrive FX-20", pero se lanzo muy tarde y se ahogó en un mar de competidores que ofrecían discos duros mas rápidos y de gran tamaño.
Luego de abandonar el mercado de los discos duros General Computer cambió su nombre a GCC Technologies y se trasladó la cede a Burlington, Massachusetts . se enfocaron en las impresoras láser hasta 2015, momento en el que la empresa se disolvió. 

## Empleados Clave
- Elizabeth (Betty) Ryan
- Lucy Gilbert